# Lasserre (Lot-et-Garonne)
Lasserre é uma comuna francesa na região administrativa da Nova Aquitânia, no departamento Lot-et-Garonne. Estende-se por uma área de 6,62 km². Em 2010 a comuna tinha 83 habitantes (densidade: 12,5 hab./km²).